# 가는깃털꼬리도마뱀붙이
가는깃털꼬리도마뱀붙이(Kolekanos plumicaudus)는 슬렌더 페더테일 게코(slender feather-tailed gecko)라 불리며, 앙골라에 서식하는 도마뱀붙이류의 일종이다.
전체적으로 꼬리를 제외하면 약간 투명하다. 몸은 가늘고 팔다리가 길다. 꼬리는 납작하고 길쭉하며, 끝으로 갈수록 색이 짙어지다가 끝부분은 검은색을 띈다. 테두리를 따라 돌기가 빽빽하게 나있어 깃털처럼 보인다. 흥분하면 꼬리를 물결치듯 흔든다.
앙골라의 사막에 서식하며, 낮에는 대개 틈새에 몸을 숨기고 있다가 밤에 사냥에 나선다.
사육할 때는 내부를 사막 환경에 유사하게 맞춰주어야 한다. 습도는 주에 한두 번 분무하는 것으로 충분하며, 물그릇을 둘 수도 있는데 주에 두 번씩 청소하고 새로 채우면 된다.